# Filzbuch
Filzbuch ist ein Gemeindeteil von Eurasburg im oberbayerischen Landkreis Bad Tölz-Wolfratshausen. Die Einöde liegt circa fünf Kilometer südlich von Eurasburg. Nördlich liegt der Filzbuchweiher.

## Geschichte
Der Name geht auf mittelhochdeutsch vilz (‚Moor‘) und buoch (‚Buche‘) zurück.

## Baudenkmäler
Siehe auch: Liste der Baudenkmäler in Filzbuch
- Feldkapelle, erbaut in der zweiten Hälfte des 18. Jahrhunderts